# Goudmaskerspecht
De goudmaskerspecht (Melanerpes flavifrons) is een vogel uit de familie Picidae.

## Verspreiding en leefgebied
Deze soort komt voor in zuidoostelijk Brazilië, oostelijk Paraguay en noordoostelijk Argentinië.

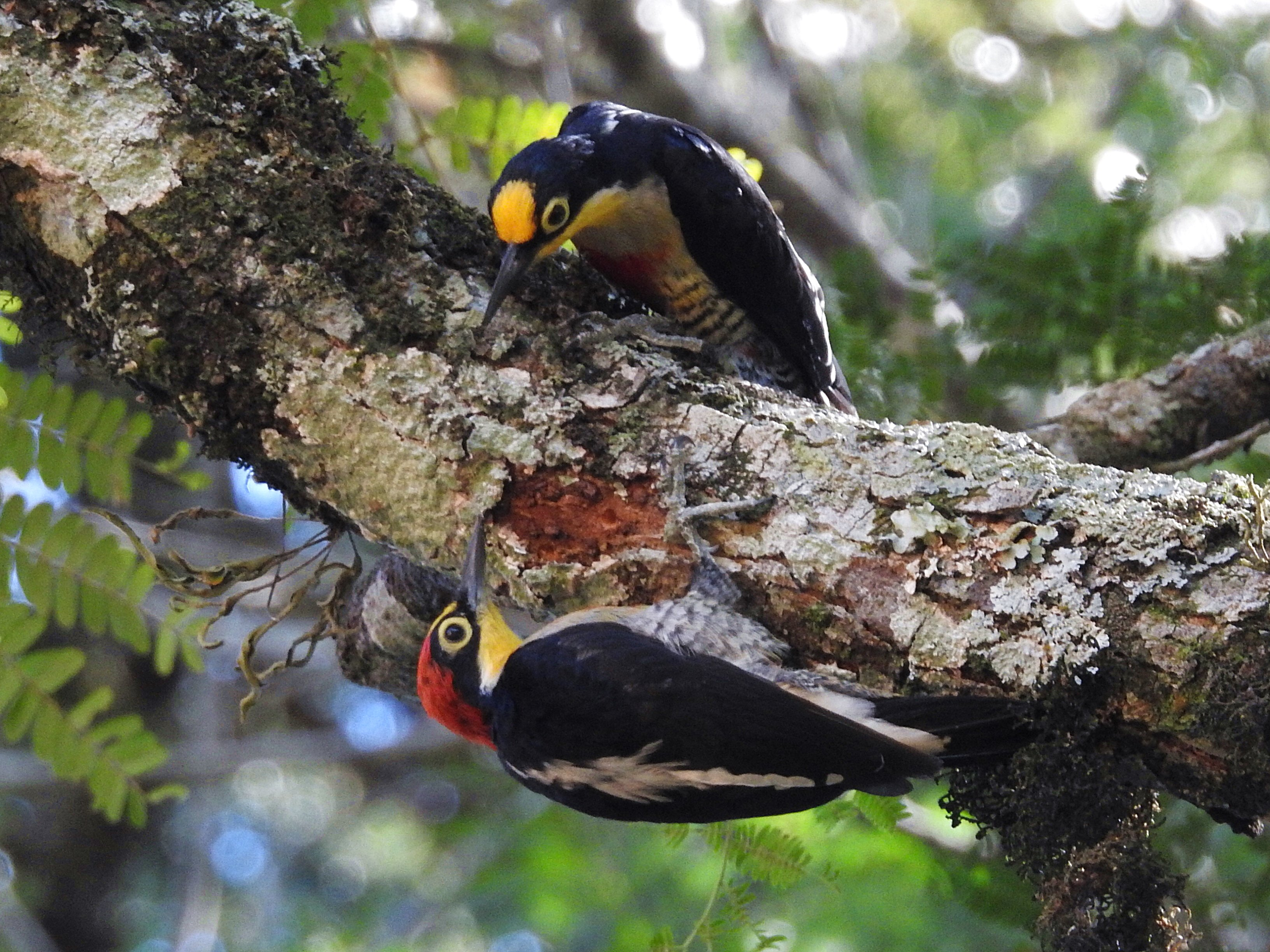
Twee goudmaskerspechten
Parque Estadual do Turvo in Derrubadas (RS)